# Michael Hart (roer)
Michael John Hart (MBE) (født 24. oktober 1951) er en britisk tidligere roer.
Hart vandt, sammen med Chris Baillieu, sølv i dobbeltsculler ved OL 1976 i Montreal, kun besejret af de norske brødre Frank og Alf Hansen. Han deltog også ved OL 1972 i München.
Hart og Baillieu vandt desuden VM-guld i dobbeltsculler i 1977, samt bronze i både 1974 og 1975.

## OL-medaljer
- 1976:  Sølv i dobbeltsculler